# Mario Schisa
Mario Schisa (Montevideo, 1º maggio 1906 – Roma, 11 luglio 1980) è stato un pianista e compositore italiano.

## Biografia
Nato a Montevideo, in Uruguay, da genitori italiani, torna in Italia per frequentare il Conservatorio Giuseppe Verdi di Milano, dove ottiene il diploma in pianoforte e composizione.
Dalla metà degli anni trenta inizia la sua attività di autore di canzoni di successo tra cui Conosco una fontana, Quando passa Francesca Maria e Mamma non vuole. 
Usa talvolta lo pseudonimo di Felipe Lopez.
Ha partecipato come autore al Festival di Sanremo 1956 con Il trenino del destino e al Festival di Sanremo 1958 con Arsura.

## Canzoni
- Conosco una fontana, (1936)
- Francescamaria, (1937)
- Mamma non vuole, (1938)
- Una notte a Sorrento
- La gelosia non è più di moda, (1939), lanciata dal Trio Lescano
- Appuntamento con la luna
- Bellezza mia
- Solo per te
- Finestrella
- Luna sincera
- La buona stella
- Musica nel cuore
- Musica in piazza
- Sei bellissima
- Stornello a pungolo
- Bella italiana
- Era un omino piccino
- Rocce rosse